# Magnum Photos
Magnum Photos är en bildbyrå med kontor i New York, Paris, London och Tokyo. Magnum grundades 1947 som en respons på erfarenheter från andra världskriget av krigsfotograferna Robert Capa, David "Chim" Seymour, Henri Cartier-Bresson, George Rodger och Bill Vandivert. Det är förmodligen det första fotografiska kooperativet, ägt och kontrollerat till fullo av dess medlemmar. Dess anställda stödjer snarare än styr fotograferna och upphovsrätten behålls av verkens upphovsmakare, inte av tidningarna som publicerar bilderna, vilket ger fotograferna friheten att arbeta med inspirerande projekt utan att nödvändigtvis behöva ett uppdrag.
Kooperativet har inkluderat en del av världens mest kända internationella fotografer och fotojournalister, och har producerat många av de mest framträdande bilderna från 1900-talets senare hälft. Magnum-kollektionen består av bilder på de mest skilda ämnen, inklusive familjeliv, droger, religion, krig, fattigdom, svält, kriminalitet, regeringar och kändisar. Fotograferna har bevakat de flesta av de gångna decenniernas historiska händelser.

## Medlemslista[1]
| Namn                   | Nationalitet   | Medlemsår  |
| ---------------------- | -------------- | ---------- |
| Abbas Attar            | Iran           | 1981-2018  |
| Marla Albrecht         |                |            |
| Christopher Anderson   | USA            | 2005–      |
| Eve Arnold             | USA            | 1951–      |
| Olivia Arthur          | USA            | 2008–      |
| Micha Bar-Am           | Israel         | 1968–      |
| Bruno Barbey           | Marocko        | 1964–      |
| Jonas Bendiksen        | Norge          | 2004–      |
| Ian Berry              | Storbritannien | 1962–      |
| Werner Bischof         | Schweiz        | 1949–1954  |
| Brian Brake            | Nya Zeeland    | –1967      |
| René Burri             | Schweiz        | 1955–      |
| Cornell Capa           | USA            | 1954–2008  |
| Robert Capa            | USA            | 1947–1954  |
| Henri Cartier-Bresson  | Frankrike      | 1947–2004  |
| Chien-Chi Chang        | Taiwan         | 1995–      |
| Antoine D'Agata        | Frankrike      | 2004–      |
| Bruce Davidson         | USA            | 1959–      |
| Carl de Keyzer         | Belgien        | 1994–      |
| Raymond Depardon       | Frankrike      | 1978–      |
| Thomas Dworzak         | Tyskland       | 2004–      |
| Nikos Economopoulos    | Grekland       | 1990–      |
| Elliott Erwitt         | USA            | 1953–      |
| Martine Franck         | Belgien        | 1980–      |
| Stuart Franklin        | Storbritannien | 1985–      |
| Leonard Freed          | USA            | 1956–2006  |
| Paul Fusco             | USA            | 1974–      |
| Cristina García Rodero | Spanien        | 2005–      |
| Jean Gaumy             | Frankrike      | 1977–      |
| Bruce Gilden           | USA            | 2000–      |
| Burt Glinn             | USA            | 1951–2008  |
| Maya Goded             |                |            |
| Jim Goldberg           | USA            | 2002–      |
| Philip Jones Griffiths | Storbritannien | 1967–2008  |
| Harry Gruyaert         | Belgien        | 1981–      |
| Ara Güler              | Turkiet        |            |
| Ernst Haas             | Österrike      |            |
| Philippe Halsman       | USA            | 1951–1979  |
| Charles Harbutt        | USA            | –1981      |
| Erich Hartmann         | USA            | 1951–1999  |
| David Alan Harvey      | USA            | 1993–      |
| Thomas Hoepker         | Tyskland       | 1989–      |
| David Hurn             | Storbritannien | 1967–      |
| Mai Ha                 |                |            |
| Richard Kalvar         | Storbritannien | 1975–      |
| Josef Koudelka         | Tjeckien       | 1971–      |
| Hiroji Kubota          | Japan          | 1986–      |
| Sergio Larrain         | Chile          | 1959–      |
| Guy Le Querrec         | Frankrike      | 1976–      |
| Erich Lessing          | Tyskland       | 1950–      |
| Herbert List           | Tyskland       | 1951–1975  |
| Alex Majoli            | Italien        | 1996–      |
| Constantine Manos      | USA            | 1965–      |
| Mary Ellen Mark        | USA            | 1977–1981  |
| Peter Marlow           | Storbritannien | 1982–      |
| Steve McCurry          | USA            | 1986–      |
| Susan Meiselas         | USA            | 1976–      |
| Wayne F. Miller        | USA            | 1958–      |
| Inge Mörath            | Österrike      | 1957?–2002 |
| John G. Morris         |                |            |
| Trent Parke            | Australien     | 2002–      |
| Martin Parr            | Storbritannien | 1988–      |
| Paolo Pellegrin        | Italien        | 2001–      |
| Gilles Peress          | Frankrike      | 1972–      |
| Gueorgui Pinkhassov    | Ryssland       | 1988–      |
| Mark Power             | Storbritannien | 2002–      |
| Raghu Rai              | Indien         | 1977–      |
| Eli Reed               | Storbritannien | 1983–      |
| Marc Riboud            | Frankrike      | 1952–      |
| Miguel Rio Branco      | Brasilien      | 1978–      |
| George Rodger          | Storbritannien | 1947–1995  |
| Sebastião Salgado      | Brasilien      | 1979–1994  |
| Alessandra Sanguinetti | USA            | 2007–      |
| Lise Sarfati           | Frankrike      | 1997–      |
| Ferdinando Scianna     | Italien        | 1982–      |
| Ernst Scheidegger      |                |            |
| David Seymour          | USA            | 1947–1956  |
| Marilyn Silverstone    | Storbritannien | 1964–      |
| W. Eugene Smith        | USA            | 1955–      |
| Jacob Aue Sobol        | Danmark        | 2007–      |
| Alec Soth              | Storbritannien | 2004–      |
| Chris Steele-Perkins   | USA            | 1979–      |
| Dennis Stock           | USA            | 1951–      |
| Mikhael Subotzky       | Sydafrika      | 2007–      |
| Nicolas Tikhomiroff    | Ryssland       | 1959–      |
| Larry Towell           | Kanada         | 1988–      |
| Ilkka Uimonen          |                |            |
| Peter van Agtmael      | USA            | 2008–      |
| John Vink              | Belgien        | 1993–      |
| Alex Webb              | USA            | 1976–      |
| Simon Wheatley         |                |            |
| Donovan Wylie          | Storbritannien | 1992–      |
| Patrick Zachmann       | Frankrike      | 1985–      |